# Nogaré (Pergine Valsugana)
Nogaré è una frazione del comune di Pergine Valsugana, da cui dista circa 6 chilometri lungo la strada provinciale che collega Trento con l'altopiano di Piné; sulla stessa provinciale (la SP 83 di Piné), a un paio di chilometri di distanza in direzione di Trento, si incontra Madrano, altra frazione di Pergine Valsugana. Nogaré si trova a 684 m di quota e il numero dei suoi abitanti è andato via via scemando: nel 1854 erano 547, distribuiti in 47 case, ridottisi a 329 alla fine del 2022.

## Storia
Sviluppatasi attorno al piazzale della chiesa dedicata a san Giuseppe marangòn ("falegname"), la frazione può contare sulle ormai consolidate attività culturali, sociali e sportive organizzate dall'Associazione Culturale Nogaré che, oltre a vari corsi (fiori secchi, ceramica e simili), gestisce la tradizionale Maccheronata di Carnevale con la distribuzione dei grostoi (le tipiche chiacchiere trentine), la gara ciclistica estiva, la Sagra dei Osèi di novembre e, a dicembre, la Santa Lucia per i bambini e gli addobbi natalizi del paese.
Località che probabilmente deve il proprio nome alla coltivazione delle noci, nel Medioevo, attorno al 1350, Nogaré faceva parte della gastaldia di Madrano.
Nel 1749 è elencata come villaggio posto discosto da Villa, nell'elenco dei paesi del vescovado di Trento.
Nogaré è stato un comune italiano istituito nel 1920 in seguito all'annessione della Venezia Tridentina al Regno d'Italia. Nel 1929 è stato aggregato al comune di Pergine Valsugana.

## Monumenti e luoghi d'interesse

### Architetture religiose
- Chiesa di San Giuseppe